# Negeri Sembilan FA
Le Negeri Sembilan FA est un club malaisien de football basé à Seremban.

## Palmarès
- Championnat de Malaisie
  - Champion : 2006
  - Vice-champion : 2009

- Coupe de Malaisie
  - Vainqueur : 1948, 2009 et 2011
  - Finaliste : 2000 et 2006

- Coupe de la Fédération de Malaisie
  - Vainqueur : 2003 et 2010

## Joueurs emblématiques
- Christian Bekamenga